# Bardcore
Le bardcore, néologisme anglais bâti sur bard (« barde ») et core (« noyau », « essentiel ») sur le même principe que « hardcore », ou tavernwave, autre néologisme bâti sur tavern (« taverne ») et wave (« vague »), est un genre musical populaire apparu dans les années 2020.
Cette tendance musicale consiste à faire des reprises dans un style médiéval de chansons à succès.

## Histoire

### Prémices
En décembre 2017, une version médiévale totalisant quelques millions de vues de Toxicity du groupe System of a Down est publiée sur YouTube par le compte Algal the Bard. Quelques autres morceaux sont publiés sur la plateforme en ligne mais leur visibilité reste alors relativement confidentielle, restant de l'ordre de l'épiphénomène.

### 2020: naissance d'un genre et engouement
Cependant, ce n'est qu'en 2020 que l'engouement pour des versions médiévales de morceaux de musique prend son essor. C'est la date du 20 avril qui marque la naissance de ce genre musical selon le quotidien britannique The Guardian lorsque Cornelius Link, un YouTuber allemand, publie Astronomia (Medieval Style), alors que des mesures gouvernementales apparentées à un quasi confinement sont prises en Allemagne en réponse à la pandémie de Covid-19. Il s'agit d'une reprise du titre de musique électronique Astronomia de Tony Igy sorti en 2010 et qui avait récemment gagné une certaine popularité en tant que bande son du Coffin Dance, phénomène internet de début 2020 popularisé sous la forme de mèmes lors de la pandémie de Covid-19.
Link a enchaîné quelques semaines plus tard avec une version instrumentale de style médiéval du titre Pumped Up Kicks de Foster the People, qu'un YouTuber canadien, Hildegard von Blingin (un jeu de mots avec le nom de la compositrice médiévale), a republiée avec une piste vocale supplémentaire utilisant une adaptation médiévalisée des paroles originales. Fin juin, les deux versions avaient atteint quatre millions de vues. Hildegard von Blingin a également repris Bad Romance de Lady Gaga, Creep de Radiohead et Jolene de Dolly Parton, changeant le rythme et les paroles pour s'adapter au genre.
D'autres YouTubers, notamment Graywyck, Constantine et Samus Ordicus, ont suivi le mouvement. Elmira Tanatarova suggère, dans le magazine iD, que le bardcore « porte avec lui le poids des années de mèmes faits sur l'époque médiévale, et la sombre obscurité de cette période qui fait appel à l'humour existentiel de la génération Z ».
En France, le bardcore connaît un essor avec des artistes comme Florent Marié sous le personnage de « Maître Frelon », qui adapte des morceaux contemporains en pastiche de vieux français, ou la troupe Caminaire ayant fait une apparition remarquée dans des vidéos du vidéaste Joyca. Ces artistes contribuent à la popularisation du genre dans l’espace francophone. 
Si le bardcore est principalement un phénomène en ligne, des groupes live commencent à émerger, à l’image de Courseval, qui interprète des reprises médiévalisées sur scène. 